# Face ID

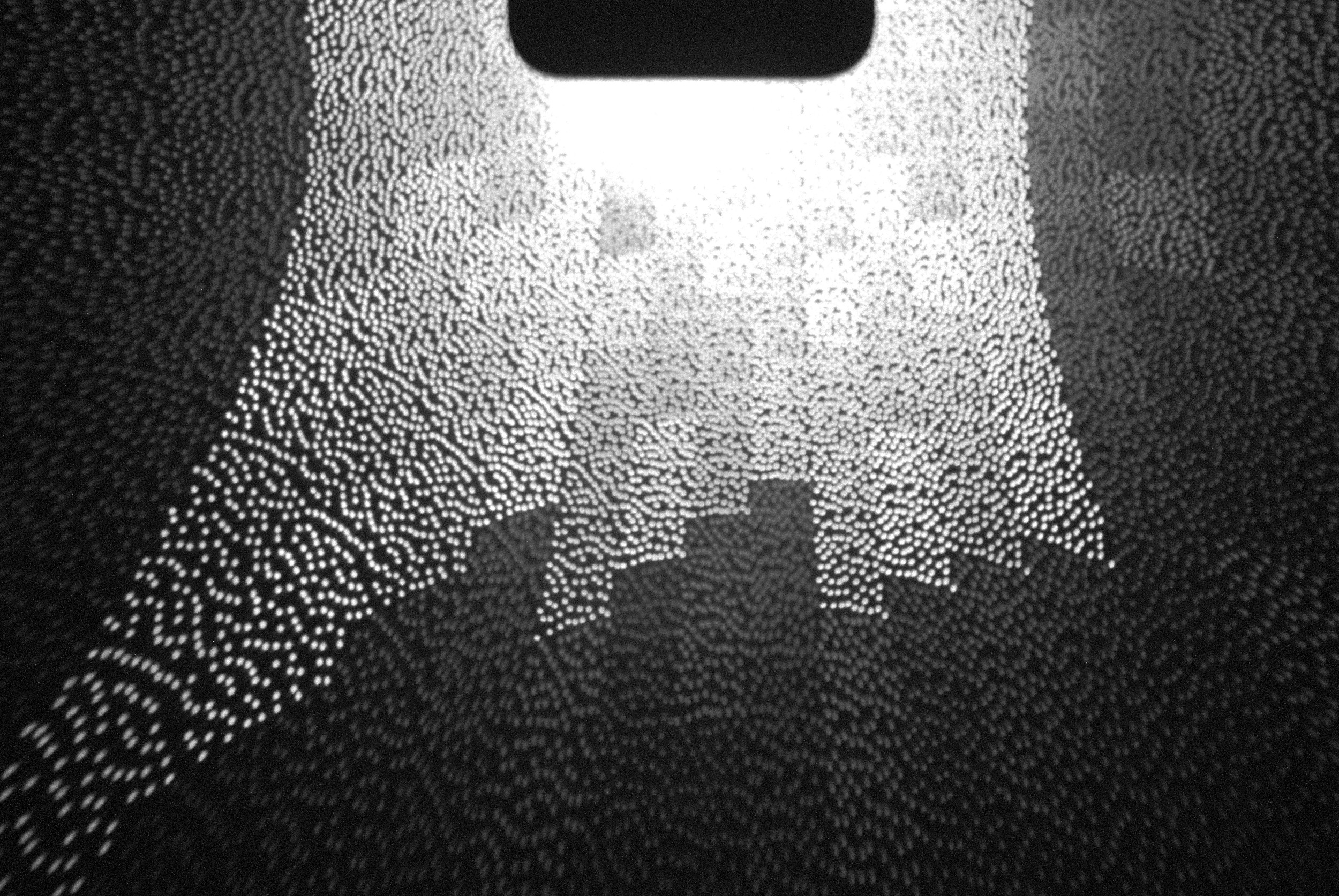
Matrix punktów światła podczerwonego używany do rozpoznawania twarzy w systemie Face ID

Face ID – system rozpoznawania twarzy zaprojektowany i po raz pierwszy zaimplementowany przez firmę Apple w iPhonie X. Jest to rodzaj technologii biometrycznej autoryzacji, której celem jest zastąpienie Touch ID, systemu opartego na skanowaniu linii papilarnych. Prezentacja Face ID miała miejsce 12 września 2017 roku.
Face ID składa się z sensora z dwoma modułami; zadaniem jednego jest projekcja 30 000 kropek w podczerwieni na twarz użytkownika, zaś drugiego odczytanie za ich pomocą kształtu w celu przyznania lub odmowy dostępu do urządzenia. W ten sposób system mapuje trójwymiarowo twarz, a przy tym wszystkie wrażliwe dane przechowywane są lokalnie w bezpiecznym elemencie procesora, do którego nawet Apple nie ma dostępu. Face ID uczy się z każdym kolejnym użyciem, dzięki czemu może ono rozpoznać uprawnionego użytkownika, nawet gdy ten nosi okulary, czapki, szaliki, makijaż lub gdy zapuści brodę.
Obecnie występuje w iPhonie X, XS, XS Max, XR, 11 11 Pro, 11 Pro Max, 12, 12 mini, 12 Pro, 12 Pro Max, 13, 13 mini, 13 Pro, 13 Pro Max, 14, 14 Plus, 14 Pro, 14 Pro Max, 15, 15 Plus, 15 Pro, 15 Pro Max, 16, 16 Plus, 16 Pro, 16 Pro Max i w iPadzie  Pro 12,9 cala (4. generacji), iPadzie Pro 12,9 cala (3. generacji), iPadzie Pro 11 cali (2. generacji) oraz iPadzie Pro 11 cali